# Temporada de furacões no oceano Atlântico de 1980
A temporada de furacões no Atlântico de 1980 foi um evento no ciclo anual de formação de ciclones tropicais. A temporada começou em 1 de junho e terminou em 30 de novembro de 1980. Estas datas delimitam convencionalmente o período de cada ano quando a maioria dos ciclones tropicais tende a se formar na bacia do Atlântico.
A atividade da temporada de furacões no Atlântico de 1980 ficou acima da média, com um total de 12 tempestades dotadas de nome e nove furacões, sendo que dois destes atingiram a intensidade igual ou superior a um furacão de categoria 3 na escala de furacões de Saffir-Simpson.
No início de agosto, o furacão Allen, o mais intenso da temporada, afetou com severidade praticamente todo o Caribe, México e sul dos Estados Unidos. Allen causou pelo menos 250 fatalidades, principalmente no Haiti, e causou mais de um bilhão de dólares em prejuízos. No mês seguinte, a tempestade tropical Danielle atingiu o Texas, Estados Unidos, causando duas fatalidades. Dias depois, a tempestade tropical Hermine afetou boa parte da América Central e atingiu o sul do México, embora os danos causados pela tempestade sejam desconhecidos.

## Nomes das tempestades
Os nomes abaixo foram usados para dar nomes às tempestades que se formaram no Atlântico Norte em 1980.
| - Allen - Bonnie - Charley - Danielle - Earl - Frances - Georges | - Hermine - Ivan - Jeanne - Karl - Lisa (sem usar) - Mitch (sem usar) - Nicole (sem usar) | - Otto (sem usar) - Paula (sem usar) - Richard (sem usar) - Shary (sem usar) - Tomas (sem usar) - Virginie (sem usar) - Walter (sem usar) |

Devido aos impactos causados pelo furacão Allen, seu nome foi retirado e substituído por Andrew, que juntamente ao restante da lista, foram usados na temporada de 1986.